# Спектральная музыка
Спектра́льная му́зыка, спектрализм (фр. Musique spectrale) — вид современной музыки, характерной особенностью которого является техника музыкальной композиции, опирающаяся на анализ звукового спектра создаваемого произведения. Выполняя подобный анализ на компьютере, композитор может использовать программное обеспечение, использующее дискретное преобразование Фурье, быстрое преобразование Фурье и спектрограммы. Спектральная композиция рождается из манипуляций с различными параметрами, полученными в результате такого анализа.
Спектральный подход к музыкальной композиции зародился во Франции в начале 1970-х годов и позднее структурно оформился в недрах парижского IRCAM силами таких композиторов, как Жерар Гризе и Тристан Мюрай. Мюрай считал, что спектральная музыка скорее принадлежит особой эстетической сфере, нежели является неким стилем, представляя собой не столько особый набор каких-то техник, сколько эстетическую установку, отмеченную Джошуа Файнбергом: «в конечном счёте, музыка есть звук, разворачивающийся во времени» («music is ultimately sound evolving in time»). Джулиан Андерсон отмечает, что среди крупных композиторов, считающихся спектралистами, распространено убеждение в неадекватности самого термина «спектральный» как неверного, вводящего в заблуждение и даже оскорбительного. На стамбульской конференции 2003 года, посвящённой спектральной музыке, термин был уточнён: теперь он охватывает любую музыку, чья структура или язык основываются в первую очередь на тембре.

## Исторический очерк
Некоторые исследователи[кто?] отсчитывают историю спектральной музыки ещё с XIX века, с работы Германа Гельмгольца «Учение о слуховых ощущениях как физиологическая основа для теории музыки», в которой он разрабатывал математическую теорию для объяснения оттенков звука с помощью обертонов. Затем, уже в 1907 году, Феруччо Бузони опубликовал небольшой трактат «Эскиз новой эстетики музыкального искусства», помимо прочего относящийся к микрохроматической музыке. Относящаяся к той же тематике работа Генри Коуэлла «Новые музыкальные ресурсы», опубликованная в 1930 году, выявила отношение между акустикой, восприятием и композицией.
Среди композиторов-предшественников спектральной композиции можно выделить Клода Дебюсси, Эдгара Вареза, Джачинто Шельси, Оливье Мессиана, Дьёрдя Лигети, Яниса Ксенакиса, Александра Скрябина и Карлхайнца Штокхаузена. Кроме них, теоретически спектральную музыку осмысляли также Гарри Парч, Генри Коуэлл и Пауль Хиндемит.

## Спектрализм и гиперспектрализм
Спектральная музыка как особое течение зародилась в 1970-е годы во Франции (в кругу композиторов, принадлежавших к Groupe de l’Itinéraire и вдохновлявшихся работами Мориса Равеля и Оливье Мессиана), в Германии (среди членов кёльнского ансамбля Feedback) и Румынии (среди композиторов, примыкавших к Hyperion Ensemble). Она рассматривается как реакция на сериализм и пост-сериализм, заявив о себе как об авангардном течении со своими собственными, уникальными композиторскими техниками. Помимо Мюрая и Гризе, к представителям спектрализма относят французских композиторов М.-А. Дальбави, Ю. Дюфура, М. Левинаса и некоторых других. Влияние спектрализма испытали композиторы К. Саариахо, М. Линдберг, П. Этвёш, П. Нёргор («Voyage into the Golden Screen»).
В дальнейшем движение спектральной музыки вылилось в гиперспектрализм, к которому относят музыку композиторов (румынских по происхождению) Я. Думитреску и А.-М. Аврам.

## Характеристика стиля и техники
Гармония и оркестровка спектралистов основывается на использовании гармоник натурального звукоряда и сложных созвучиях, таких как органные аккорды, колокольные тоны и пение птиц. Техники композиции спектралистов носят специфические названия — инструментальный синтез, микросинтез, макросинтез.

## Прочие композиторы
- Филипп Юрель
- Филипп Леру
- Кларенс Барлоу
- Клод Вивье
- Рольф Гельхаар
- Йозеф Фрич
- Месиас Майгуашка